# Jane Darwell

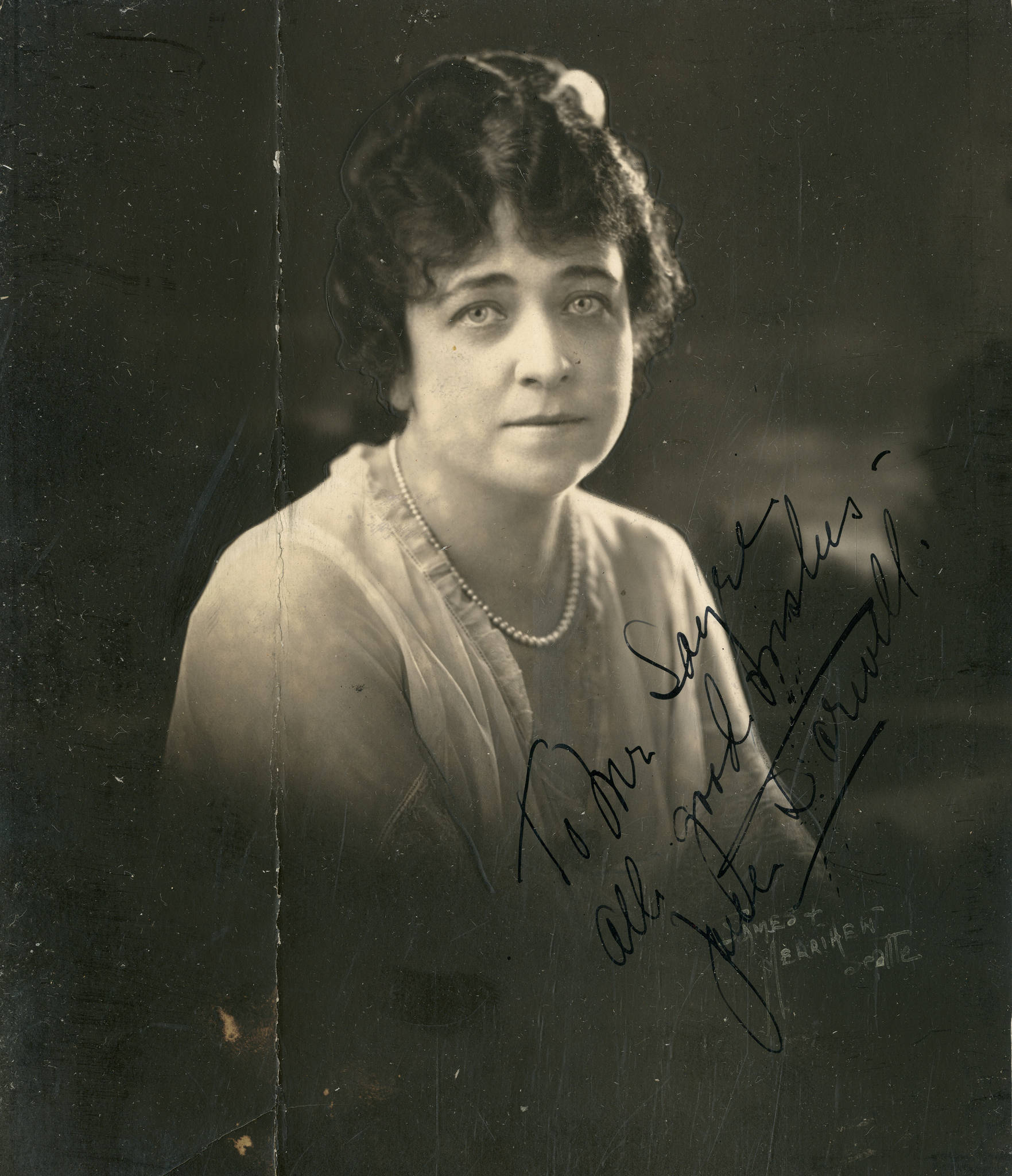
Jane Darwell (1920)

Jane Darwell (* 15. Oktober 1879 in Palmyra, Missouri, als Patti Woodard; † 13. August 1967 in Woodland Hills, Los Angeles, Kalifornien) war eine US-amerikanische Schauspielerin. Für ihre Darstellung der Ma Joad in der Literaturverfilmung Früchte des Zorns (1940) wurde sie mit dem Oscar als beste Nebendarstellerin ausgezeichnet.

## Leben und Karriere

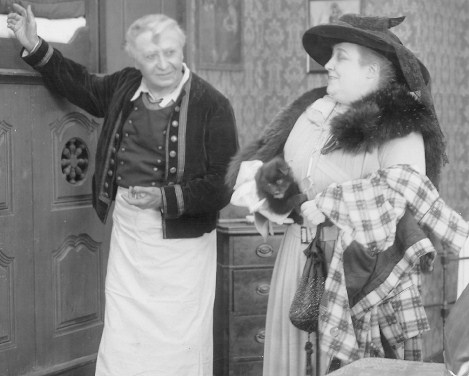
Jane Darwell im Stummfilm The Goose Girl (1915)

Patti Woodard wurde 1879 in Missouri als Tochter des Eisenbahnbesitzers William Robert Woodard und seiner Frau Ellen Booth geboren. Ursprünglich wollte sie im Zirkus oder als Opernsängerin auftreten, allerdings lehnte ihr Vater diese Vorhaben ab. Schließlich nahm sie professionellen Schauspielunterricht und begann ihre Karriere am Theater. Im Jahr 1909 spielte sie mit dem Stück The Wedding Day erstmals am Broadway, wo sie in den nächsten Jahrzehnten noch in drei weiteren Stücken mitwirkte. 1913 absolvierte die Charakterdarstellerin unter ihrem Künstlernamen Jane Darwell ihren ersten Filmauftritt und trat bis 1915 in einer Reihe von weiteren Stummfilmen auf, ging dann aber zurück ans Theater. Bereits in jungen Jahren verkörperte sie Frauen, die deutlich älter als sie selbst waren, meistens matronenhafte Damen der feinen Gesellschaft oder unverheiratete Tanten.
Erst im Jahr 1930, mit dem Aufkommen des Tonfilms, stand Darwell neben Kinderstar Jackie Coogan für Tom Sawyer wieder vor der Kamera, wobei sie die Rolle der Witwe Douglas übernahm. Unter Vertrag bei 20th Century Fox, trat sie während der 1930er-Jahre in zahlreichen Filmen mit Shirley Temple in kleinen Rollen vor allem als Gouvernante oder Haushälterin auf. In Nebenrollen wurde die füllige Schauspielerin später häufig als unerschütterliche und unbeugsame Frauenfigur besetzt. 1939 spielte sie im Filmklassiker Vom Winde verweht die Rolle der sehr um ihren Ruf bedachten Atlantaer High-Society-Dame Mrs. Merriweather. Für ihren Auftritt als Mutter von Henry Fonda in John Fords Früchte des Zorns, der Verfilmung des gleichnamigen Romans von John Steinbeck, gewann Darwell auf der Oscarverleihung 1941 den Oscar als beste Nebendarstellerin. Sie spielte die aufopferungsvolle Mutter Joad, die ihre Familie in schwierigen Zeiten durch Amerika führen muss.
Im Verlauf ihrer Karriere spielte Jane Darwell noch in weiteren Filmen von John Ford, darunter in Faustrecht der Prärie und Spuren im Sand. Unter William A. Wellmans Regie spielte sie 1943 im Western Ritt zum Ox-Bow eine bösartige Frau namens „Ma“, welche die Bewohner eines Westerndorfes zur grausamen Selbstjustiz anstiftet. Neben ihrer Filmkarriere trat sie weiterhin am Theater auf, zudem übernahm sie ab den 1950er-Jahren zahlreiche Gastrollen im Fernsehen, so etwa in einer Folge der Serie The Real McCoys als 100-jährige Großmutter McCoy. Ihren letzten Auftritt hatte Darwell als die vor der Kathedrale sitzende, Vogel fütternde Frau im Disney-Klassiker Mary Poppins. Die Gesundheit der betagten Schauspielerin war zu diesem Zeitpunkt bereits angeschlagen und sie wurde angeblich von Walt Disney persönlich zu diesem Auftritt überredet.
Jane Darwell trat im Laufe ihrer Karriere in über 170 Filmen auf. Ein Stern auf dem Hollywood Walk of Fame, Höhe 6735 Hollywood Boulevard, erinnert an sie. Die Schauspielerin starb 1967 mit 87 Jahren an einem Herzinfarkt. Sie war nie verheiratet und hatte keine Kinder. Ihr Grab befindet sich im Forest Lawn Memorial Park in Glendale, Kalifornien.

## Filmografie (Auswahl)
- 1913: The Capture of Aguinaldo
- 1914: Brewster’s Millions
- 1923: Im Schoße der Erde, oder Die Katastrophe auf der Zeche Osten (Little Church Around the Corner)
- 1930: Tom Sawyer
- 1931: Huckleberry Finn
- 1932: Back Street
- 1932: Das Washingtoner Karussell (Washington Merry-Go-Round)
- 1932: Hot Saturday
- 1933: Panik im Zoo (Murders in the Zoo)
- 1933: Ann Vickers
- 1933: Eine Frau vergisst nicht (Only Yesterday)
- 1933: Serenade zu dritt (Design for Living)
- 1933: Skandal in Rom (Roman Scandals)
- 1934: Liebe ohne Zwirn und Faden (Fashions of 1934)
- 1934: Wonder Bar
- 1934: Die scharlachrote Kaiserin (The Scarlet Empress)
- 1934: Das leuchtende Ziel (One Night of Love)
- 1934: Weiße Parade (The White Parade)
- 1934: 1929 – Manhattan N.Y. (Gentlemen Are Born)
- 1934: Lachende Augen (Bright Eyes)
- 1935: Das Mädchen, das den Lord nicht wollte (The Gilded Lily)
- 1935: Lockenköpfchen (Curly Top)
- 1935: Metropolitan
- 1936: Paddy O’Day
- 1936: Fünflinge (The Country Doctor)
- 1936: Shirley Ahoi! (Captain January)
- 1936: Frauenehre (Private Number)
- 1936: Craig’s Wife
- 1936: Private Number
- 1937: Der Liebesreporter (Love Is News)
- 1937: Das Sklavenschiff (Slave Ship)
- 1939: Jesse James, Mann ohne Gesetz (Jesse James)
- 1939: Stunde Null (The Zero Hour)
- 1939: Vom Winde verweht (Gone with the Wind)
- 1939: Nacht über Indien (The Rains Came)
- 1940: Früchte des Zorns (The Grapes of Wrath)
- 1940: Treck nach Utah (Brigham Young)
- 1940: Der Tod des alten Zirkuslöwen (Chad Hanna)
- 1941: Der Teufel und Daniel Webster (The Devil and Daniel Webster)
- 1942: Agenten der Nacht (All Through the Night)
- 1942: The Loves of Edgar Allan Poe
- 1942: Schlacht um Midway (The Battle of Midway, Stimme)
- 1943: Stage Door Canteen
- 1943: Ritt zum Ox-Bow (The Ox-Bow Incident)
- 1943: Tender Comrade
- 1944: Music in Manhattan
- 1944: Der Sonntagsgast (Sunday Dinner for a Soldier)
- 1945: Die Atlantik-Brücke (I Live in Grosvenor Square)
- 1945: Captain Tugboat Annie
- 1946: Faustrecht der Prärie (My Darling Clementine)
- 1947: Der rote Teufel (The Red Stallion)
- 1948: Spuren im Sand (3 Godfathers)
- 1949: Die rote Schlucht (Red Canyon)
- 1950: The Daughter of Rosie O’Grady
- 1950: Westlich St. Louis (Wagon Master)
- 1950: Frauengefängnis (Caged)
- 1950: Three Husbands
- 1951: Gib Gas, Joe! (Excuse My Dust)
- 1952: Wir sind gar nicht verheiratet (We’re Not Married!)
- 1953: Wem die Sonne lacht (The Sun Shines Bright)
- 1953: Ein Mann ohne Bedeutung (Affair with a Stranger)
- 1953: Der Mann mit zwei Frauen (The Bigamist)
- 1955: In Frisco vor Anker (Hit the Deck)
- 1956: Es gibt immer ein Morgen (There’s Always Tomorrow)
- 1956: Kampf der Hyänen (Girls in Prison)
- 1957: Corky und der Zirkus (Circus Boy, Fernsehserie, Folge 1x17)
- 1958: Maverick (Fernsehserie, Folge 1x25)
- 1958: Das letzte Hurra (The Last Hurrah)
- 1959: Hound-Dog Man
- 1961: The Real McCoys (Fernsehserie, 2 Folgen)
- 1961: Lassie (Fernsehserie, Folge 8x12)
- 1963: Amos Burke (Burke’s Law, Fernsehserie, Folge 1x13)
- 1964: Alfred Hitchcock zeigt (The Alfred Hitchcock Hour, Fernsehserie, Folge 2x17 The Jar)
- 1964: Mary Poppins